# Stefan Casiraghi
Stefan Casiraghi, Stefano Casiraghi (ur. 8 września 1960 w Como, zm. 3 października 1990 w Monako) – włoski biznesmen, sportowiec, motorowodniak; poprzez małżeństwo z księżniczką Karoliną związany był z monakijską rodziną książęcą.

## Powiązania rodzinne i edukacja
Stefano Casiraghi urodził się 8 września 1960 roku w Como we włoskim regionie Lombardia.
Jego rodzicami byli Giancarlo Casiraghi, potomek mniejszej włoskiej arystokracji i jego małżonka, Fernanda z domu Biffi, włoska biznesmen.
Miał troje rodzeństwa: brata Marca Casiraghiego (ur. 1947), siostrę Rosalbę Bianchi (ur. 1950) i brata Danielego Casiraghiego (ur. 1953 lub 1954, zm. 2016).
W dzieciństwie zainteresował się wyścigami łodzi motorowych, a pierwsze swoje treningi odbywał na jeziorze Como. Wychowywał się w miejscowości Fina Mornasca. Rozpoczął studia ekonomiczne na uniwersytecie w Mediolanie, ale ich nie ukończył ze względu na rozpoczęcie pracy zawodowej razem z ojcem i starszym bratem, Marco.
Jego ojciec, Giancarlo Casiraghi, zmarł 23 stycznia 1998, a trzy dni później księżniczka Karolina uczestniczyła w ceremonii pogrzebowej w Fina Mornasco.
W grudniu 2016 zmarł brat Stefana, Daniel Casiraghi. W pogrzebie w Mediolanie wzięli udział księżna Hanoweru wraz z synami, Andreą i Pierre’em.

## Kariera zawodowa i sportowa
W 1984 roku założył w Monako przedsiębiorstwo budowlane Engeco. W okresie narodzin swojego pierwszego dziecka był dyrektorem butiku Christiana Diora w Monte Carlo. Był również deweloperem przynajmniej trzech tysięcy apartamentów w księstwie.
Przez większą część kariery współpracował z ojcem w rozbudowie rodzinnego przedsiębiorstwa. Amerykańska prasa opisywała go jako finansistę. W 1990 roku był przewodniczącym Cogefar France, przedsiębiorstwa konstrukcyjnego, będących jedną z filii Fiata.
W czasie ponad dwudziestu lat kariery sportowej wystartował w osiemdziesięciu wyścigach motorowodnych.
W 1984 na jeziorze Como ustanowił rekord świata w szybkości płynięcia łodzią motorową, który wynosił 172 mph. W tym samym roku przepłynął odcinek z Lyonu do Maroka, a księżniczka Karolina była drugim kierowcą jego łodzi.
W 1989 roku w Atlantic City został mistrzem świata w przybrzeżnych wyścigach łodzi motorowych.
Stefan Casiraghi kilkakrotnie opowiadał w wywiadach, że zdaje sobie sprawę z ryzyka, jakie niesie uprawianie tego sportu (od 1987 do 1990 roku w wypadkach łodzi motorowych zginęło czternaście osób, w tym trzy lata wcześniej jego bliski przyjaciel). Jego rodzina nigdy nie poprosiła go, by z tego zrezygnował, mimo że martwili się o jego bezpieczeństwo.

## Życie prywatne
W 1982 podczas jednej z dyskotek w Monte Carlo poznał księżniczkę Karolinę, córkę panującego w Księstwie Monako księcia Rainiera III i księżnej Grace, amerykańskiej aktorki, która we wrześniu tego samego roku zginęła wskutek obrażeń odniesionych w wypadku samochodowym. Karolina była o trzy lata starsza od Stefana i rozwiedziona ze swoim pierwszym mężem.
Stefan i Karolina zaczęli się spotykać, a Casiraghi zaczął towarzyszyć rodzinie Grimaldich w oficjalnych uroczystościach. 19 grudnia ogłoszono zaręczyny pary. Ślub cywilny odbył się 29 grudnia 1983. Ze względu na rozwód księżniczki, nie doszło do ślubu kościelnego pary. Uroczystości były skromne, uczestniczyło w nich niewiele osób. Zaproszeń nie otrzymali między innymi mieszkający w Stanach Zjednoczonych członkowie rodziny księżnej Grace.
W maju 1984 przedstawiciele Pałacu Monako potwierdzili, że latem księżniczka Karolina spodziewa się narodzin swojego pierwszego dziecka, potwierdzając tym samym doniesienia, że ślub z Casiraghim został przyspieszony ze względu na błogosławiony stan księżnej. W tym samym czasie ogłoszono, że matką zostanie po raz drugi inna popularna europejska księżna, Diana, księżna Walii, żona księcia Karola i synowa królowej Elżbiety II. Stefan i Karolina zostali rodzicami 8 czerwca, na świat przyszedł ich syn, który otrzymał imiona Andrea Albert Pierre. Chłopiec jest pierwszym wnukiem księcia Rainiera III i księżnej Grace.
3 sierpnia 1986 Karolina urodziła córkę, Charlotte Marie Pomeline, a 5 września 1987 przyszło na świat jej trzecie dziecko, Pierre Rainier Stefano.
W 1992 roku Karolina otrzymała kościelne stwierdzenie nieważności małżeństwa z Filipem Junotem, a jednocześnie uznano za ważny jej ślub z Casiraghim (dwa i pół roku po jego śmierci). To zapewniło jej dzieciom miejsca w linii sukcesji monakijskiego tronu.
2 lipca 2012 w Monte Carlo ogłoszono zaręczyny najstarszego syna Stefana, Andrei Casiraghiego, z wieloletnią partnerką, Tatianą Santo Domingo. 18 listopada przyszła synowa Karoliny oficjalnie potwierdziła, że para spodziewa się narodzin pierwszego dziecka. 21 marca 2013 w Londynie urodził się pierwszy wnuk Stefana i Karoliny, Aleksander Casiraghi. 31 sierpnia tego samego roku Andrea i Tatiana wstąpili w związek małżeński, zapewniając swojemu synowi prawa sukcesyjne i ewentualne dziedziczenie tronu po swoim wuju i babce.
W lipcu 2013 do mediów trafiły zdjęcia córki Stefana, Charlotte, wskazujące na to, że ona również zostanie matką, co potwierdziła miesiąc później podczas wakacji na włoskiej wyspie Capri. 17 grudnia w Monte Carlo urodziła syna, Rafała Elmaleh. Ojcem dziecka jest ówczesny partner Casiraghi, francuski aktor Gad Elmaleh. Ze względu na brak ślubu pomiędzy rodzicami, Rafał nie został wpisany na linię sukcesji tronu.
6 listopada 2014 podano do informacji, że Andrea i Tatiana spodziewają się narodzin swojego drugiego dziecka. 12 kwietnia 2015 w Londynie przyszła na świat jej pierwsza wnuczka, India Casiraghi. Księżna Hanoweru i Vera Santo Domingo oficjalnie ogłosiły narodziny dziewczynki dwa dni później.
W grudniu 2014 młodszy syn Stefana, Pierre, zaręczył się z włoską arystokratką Beatrice Borromeo. 25 lipca Casiraghi i Borromeo wzięli ślub cywilny w Pałacu Książęcym w Monako, natomiast 1 sierpnia na włoskiej wyspie Isola Bella zawarli sakramentalny związek małżeński.
3 listopada 2016 hiszpański magazyn Hola podał do informacji, że Casiraghi i Borromeo spodziewają się narodzin swojego pierwszego dziecka. Syn pary i czwarty wnuk księżnej Hanoweru urodził się 28 lutego 2017 roku w Klinice imienia Księżnej Grace w Monak o i zajął ósme miejsce w linii sukcesji tronu. Księżna Hanoweru poinformowała o tym w oficjalnym oświadczeniu, wydanym wspólnie z drugą babcią chłopca, hrabianką Paolą Marzotto w dniu 1 marca. 2 marca podano, że nowy potomek rodziny książęcej otrzymał imiona Stefan Herkules Karol na cześć swojego tragicznie zmarłego dziadka.
W listopadzie 2017 francuskie media poinformowały o trzeciej ciąży Tatiany Casiraghi.
24 marca 2018 w czasie dorocznego Rose Ball potwierdzono, że Charlotte Casiraghi zaręczyła się ze swoim partnerem, Dimitrim Rassamem, a Pierre i Beatrice Casiraghi spodziewają się narodzin drugiego dziecka.

## Osoba związana z rodziną książęcą
Decyzją księcia Rainiera III Stefan Casiraghi nie otrzymał żadnego tytułu szlacheckiego po ślubie z księżniczką. Jego dzieci nie mogły zostać wpisane na listę sukcesji monakijskiego tronu, ponieważ Karolina była rozwiedziona (zmieniło się to w 1992, gdy otrzymała kościelne stwierdzenie nieważności małżeństwa z Filipem Junotem).
Casiraghi uczestniczył w tradycyjnych wydarzeniach w Księstwie, takich jak obchody Narodowego Dnia Monako w listopadzie, bal Rose w marcu i bal Czerwonego Krzyża w sierpniu.
W 1983 razem z księciem Albertem II uczestniczył w wyścigu Grand Prix Formuły 1 w Monako.
W lutym 1984 poleciał z rodziną książęcą do Waszyngtonu, by uczestniczyć w uroczystym obiedzie związanym z działalnością Fundacji Księżnej Grace. 25 września 1984 byli wśród publiczności na koncercie Franka Sinatry w Paryżu.
W styczniu 1985 wspólnie wzięli udział w Paryskim Tygodniu Mody. W październiku 1986 towarzyszył księciu Rainierowi III, swojej żonie, szwagierce i szwagrowi w odsłonięciu popiersia księżnej Grace.
W 1989 pojawili się razem na festiwalu filmowym w Cannes. 28 czerwca Casiraghi był gościem obchodów czterdziestolecia panowania Rainiera III.

## Wypadek i śmierć
We wrześniu 1990 łódź Stefana Casiraghiego wybuchła podczas wyścigu na wyspie Guernsey. Mężczyzna nie doznał żadnych obrażeń.
3 października 1990 wystartował w wyścigu na Morzu Śródziemnym i po jego ukończeniu zamierzał zaprzestać dalszej kariery sportowej w motorowodniactwie. Po około trzydziestu minutach zawodów doszło do wypadku. Prowadzona przez Casiraghiego łódź Pinot di Pinot, przy prędkości 108 mph, uderzyła w jedną z wysokich fal i odwróciła się do góry dnem. Pilot Patrice Innocenti wypadł z łodzi i przeżył wypadek. Casiraghi został znaleziony po kilkunastu minutach, ale nie udało się go uratować.
Do zdarzenia doszło osiem lat po tym, jak księżna Grace (teściowa Casiraghiego, której nigdy nie poznał) zginęła w wypadku samochodowym. W oficjalnym oświadczeniu Pałacu przyznano, że rodzina książęca jest w stanie szoku.
W dniu wypadku 33-letnia księżniczka Karolina przebywała w Paryżu, gdzie miała uczestniczyć w pokazie kolekcji Karla Lagerferda. Po usłyszeniu tragicznej wiadomości wróciła do Monako, a jej miejsce na widowni pokazu udekorowano czarną wstążką.
Biegli badający sprawę wypadku uznali, że gdyby łódź włoskiego zawodnika wyposażona była w specjalny baldachim, mógłby on przeżyć to zdarzenie.
Msza pogrzebowa Stefana Casiraghiego miała miejsce w ósmą rocznicę pogrzebu księżnej Grace w katedrze Świętego Mikołaja w Monako. Został pochowany w Kaplicy Pokoju w Monako obok Pierre’a, księcia Valentinois. W uroczystości uczestniczyli członkowie monakijskiej rodziny książęcej i francuski aktor Alain Delon.

## Spuścizna
Stefan Casiraghi osierocił troje dzieci, sześcioletniego Andreę, pięcioletnią Charlotte i trzyletniego Pierre’a. Najmłodszy syn, uznawany za najbardziej podobnego do ojca, również studiował ekonomię na Uniwersytecie w Mediolanie.
Nieco ponad osiem lat po śmierci męża, księżniczka Karolina ponownie wyszła za mąż, za Ernesta Augusta V, księcia Hanoweru i otrzymała tytuł Jej Królewskiej Wysokości Księżnej Hanoweru. W 1999 urodziła córkę, księżniczkę Aleksandrę.
Jego imię noszą: jego syn Pierre Rainier Stefan Casiraghi (ur. 1987), jego pierwszy wnuk Aleksander Andrea Stefan Casiraghi (syn Andrei i Tatiany Casiraghich, ur. 21 marca 2013) i jego czwarty wnuk Stefan Herkules Karol Casiraghi (syn Pierre’a i Beatrice Casiraghich, ur. 28 lutego 2017).

## Genealogia

### Potomkowie
| Dzieci                                    | Wnuki                        | Prawnuki |
| Andrea Casiraghi (1984-)                  | Aleksander Casiraghi (2013-) |          |
| Andrea Casiraghi (1984-)                  | India Casiraghi (2015-)      |          |
| Andrea Casiraghi (1984-)                  | Maks Casiraghi (2018-)       |          |
| Charlotte Casiraghi (1986-)               | Rafał Elmaleh (2013-)        |          |
| Pierre Casiraghi (1987-)                  | Stefan Casiraghi (2017-)     |          |
| księżniczka Aleksandra z Hanoweru (1999–) |                              |          |

### Rodzina Casiraghich
```
Giancarlo Casiraghi (1925-1998)
m. 
Fernanda Casiraghi
 z d. Biffi (1926-)
   s. 
Marco Casiraghi
 (1947)
      m. 
Cecilia Casiraghi
 z d. Fossa
         c. 
Gaia Boroni
 z d. Casiraghi
            m. 
Mauro Boroni

               s. 
syn Boroni
 (2005/6)
               c. 
córka Boroni
 (2005/6)
            c. 
Afra Marchetti
 z d. Casiraghi
               m. 
Carlo Marchetti
 (2006-nadal)
            s. 
Gianmarco Marchetti
 (1988)
   c. 
Rosalba Bianchi
 z d. Casiraghi (1950)
      m. 
Massimo Bianchi

         c. 
Francesca Bianchi

         c. 
Nicole Bianchi
 (1981)
   s. Stefan Casiraghi (1960-1990)
      m. 
księżniczka Karolina z Monako
 (1983-1990, jego śmierć)
         s. 
Andrea Casiraghi
 (1984-)
            m. 
Tatiana Casiraghi
 z d. Santo Domingo (2013-nadal)
               s. 
Aleksander Casiraghi
 (2013-)
               c. 
India Casiraghi
 (2015-)
               s. 
Maks Casiraghi
 (2018-)
         c. 
Charlotte Casiraghi
 (1986)
            r. 
Gad Elmaleh

               s. 
Rafał Elmaleh
 (2013-)
         s. 
Pierre Casiraghi
 (1987-)
            m. 
Beatrice Casiraghi
 z d. Borromeo (2015-nadal)
               s. 
Stefan Casiraghi
 (2017-)
   s. Daniele Casiraghi (1953/4-2016)
      m. Laura Casiraghi z d. Sabatini (1956-2009)
         c. 
Fernanda Casiraghi
 (1977)
         c. 
Marzia Casiraghi

            m. (2013-nadal)
[
35
]
```